# Списак основних школа у Нишавском округу
Списак државних основних школа у Нишавском управном округу односно Граду Нишу и општинама Алексинац, Дољевац, Гаџин Хан, Мерошина, Ражањ и Сврљиг.

## Општина Алексинац
| Основна школа              | Адреса                   | Година оснивања | Ранији називи |
| -------------------------- | ------------------------ | --------------- | ------------- |
| ОМШ „Владимир Ђорђевић”    | Душана Тривунца 15       | 1966.           |               |
| ОШ „Десанка Максимовић”    | Катун бб                 | 1871.           |               |
| ОШ „Стојан Живковић Столе” | Трњане бб                | 1968.           |               |
| ОШ „Вук Караџић”           | Ратка Јовића 1, Житковац | 1911.           |               |
| ОШ „Вожд Карађорђе”        | Лоле Рибара бб           |                 |               |
| ОШ „Љупче Николић”         | Тихомира Ђорђевића 1     | 1955.           |               |
| ОШ „Аца Синадиновић”       | Лоћика бб                |                 |               |
| ОШ „Смех и суза”           | Станка Милосављевића 9   |                 |               |
| ОШ „Свети Сава”            | Рударска бб, Суботинац   | 1865.           |               |
| ОШ „Јован Јовановић Змај”  | Алексиначки Рудник       |                 |               |

## Општина Сврљиг
| Основна школа          | Адреса     | Година оснивања | Ранији називи |
| ---------------------- | ---------- | --------------- | ------------- |
| ОШ „Добрила Стамболић” | Радетова 2 |                 |               |

## Општина Мерошина
| Основна школа              | Адреса   | Година оснивања | Ранији називи |
| -------------------------- | -------- | --------------- | ------------- |
| ОШ „Јастребачки партизани” | Нишка бб |                 |               |

## Општина Ражањ
| Основна школа     | Адреса                  | Година оснивања | Ранији називи |
| ----------------- | ----------------------- | --------------- | ------------- |
| ОШ „Вук Караџић”  | Омладинска 1, Витошевац |                 |               |
| ОШ „Иван Вушовић” | Новоражањска 42, Ражањ  |                 |               |

## Општина Дољевац
| Основна школа    | Адреса          | Година оснивања | Ранији називи |
| ---------------- | --------------- | --------------- | ------------- |
| ОШ „Вук Караџић” | Вук Караџића бб |                 |               |

## Општина Гаџин Хан
| Основна школа      | Адреса            | Година оснивања | Ранији називи |
| ------------------ | ----------------- | --------------- | ------------- |
| ОШ „Витко и Света” | Милоша Обилића бб |                 |               |